# Nadir-krater

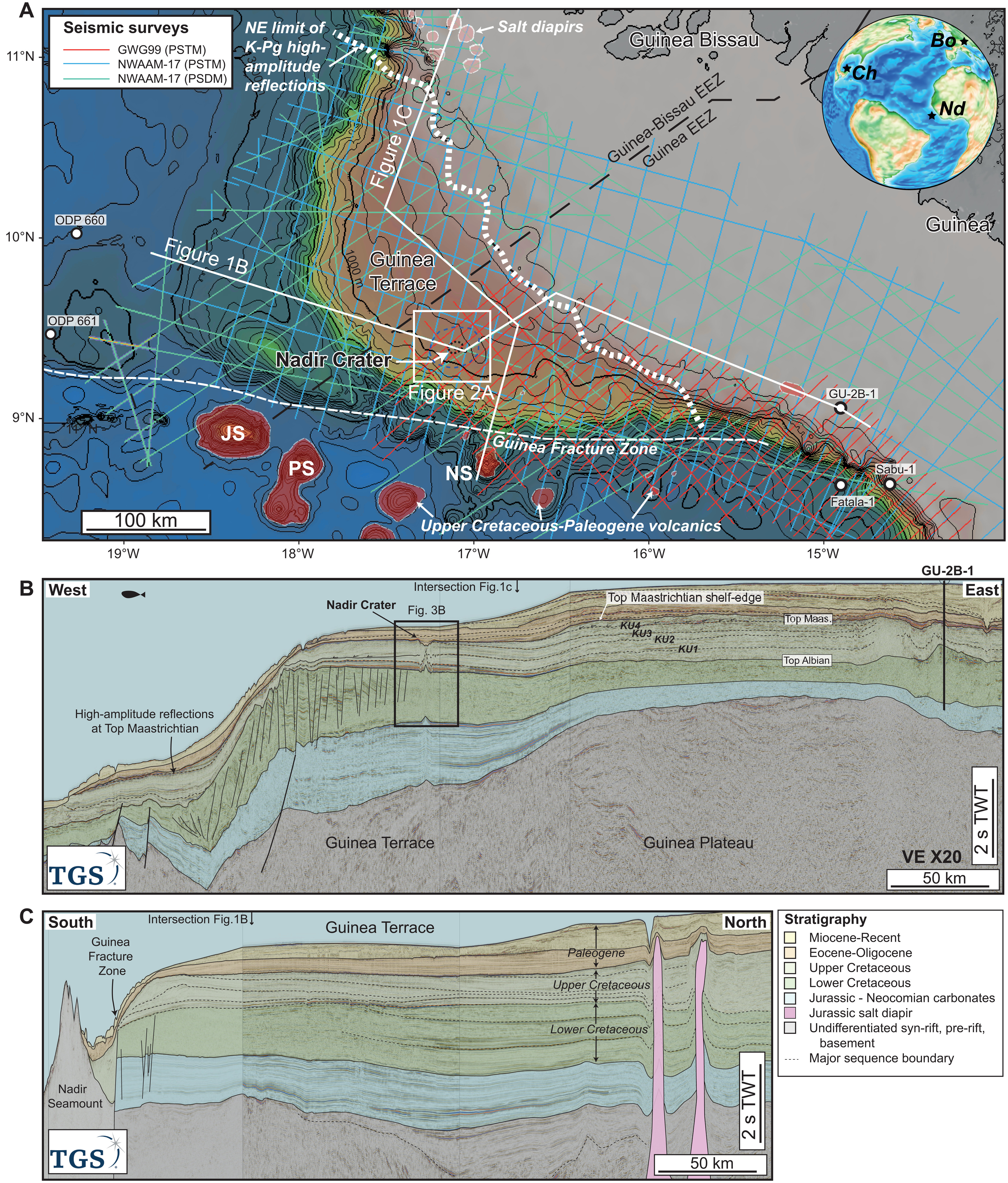
Kaart en regionale seismische secties die de locatie van de Nadir-krater tonen

De Nadir-krater is een begraven inslagkrater op het Guineeplateau in de Atlantische Oceaan, 400 km uit de kust van het West-Afrikaanse land Guinee. De formatie is vernoemd naar de onderzeese berg Nadir, die 100 km naar het zuiden ligt. Het artikel waarin de ontdekking van de formatie werd aangekondigd, werd in 2022 gepubliceerd in Science Advances, en de oorsprong van de inslag werd in 2024 bevestigd. De krater is ongeveer 9,2 kilometer in diameter en werd ongeveer 66 miljoen jaar geleden gevormd, dicht bij de K-Pg-grens toen een kleine planetoïde de oceaanbodem raakte.

## Inslaggebeurtenis
De krater werd gevormd op of nabij de grens van het Krijt en het Paleogeen, ongeveer 66 miljoen jaar geleden, rond dezelfde tijd als de Chicxulubkrater. Numerieke simulaties van de vorming van de krater suggereerden een inslag in zee op een diepte van ongeveer 800 m van een meteoriet met een diameter van zo'n 500 meter. Het zou een vuurbal met een straal groter dan 5 km hebben geproduceerd, onmiddellijke verdamping van water en sediment nabij de zeebodem, tsunami-golven tot 800 meter hoog rond de krater en aanzienlijke hoeveelheden broeikasgassen die vrijkwamen uit ondiepe begraven zwarte schalie-afzettingen. Er zou ook een aardbeving met een magnitude van 6,5-7 zijn veroorzaakt. De geschatte energieopbrengst zou ongeveer 2×1019 Joule (ongeveer 5000 megaton) zijn geweest.